# Богучаны
Богуча́ны (эвенк. Букачан, Богучан) — село, административный центр Богучанского района Красноярского края.

## Этимология
Название поселения восходит к эвенкийскому слову богучан, где бого, богу - земля, место, а -чан — суффикс пренебрежительности, то есть богучан — «местечко, неважное место».

## География
Райцентр расположен в конечной точке региональной автодороги 04К-020 Канск — Богучаны (330 км) на левом берегу Ангары. У села река имеет ширину более двух километров, в 17 км к западу по автодороге, ниже по течению, находится автомобильный мост через Ангару (открыт 30 сентября 2011 года). В селе находится аэропорт, в 45 км к югу от райцентра расположена железнодорожная станция Карабула в одноимённом селе. В восточном направлении от Богучан отходит региональная автодорога 04К-006 к Богучанской ГЭС (135 км) и городу Кодинску (148 км).

## История[5]
Основано в 1642 году. Богучанская деревня известна с 1630 года, как деревня Богучанская на водно-волоковом пути Обь-Енисей — Ангара — Лена. Как и значительная часть других приангарских населенных пунктов, Богучаны возникли из отъезжей заимки. Основу населения составили выходцы из поморских районов Европейской России.
С 1735 года Богучаны становятся центром самостоятельного присуда, с 1885 г. — волостным селом, а с 1927 г. — райцентром. Годом основания села считается 1642 год.
В хозяйственном отношении село было тесно связано с городом Енисейском. Об этом свидетельствует тот факт, что «в финансировании закончившегося в 1791 году строительства каменной Петропавловской церкви принимал участие енисейский купец П. Логинов». Первоначально малоблагоприятные для земледелия природно-климатические условия определяли занятие местного населения пушным промыслом и рыболовством. Но постепенно расширяется земледельческая и огородническая деятельность, и к концу XIX века в с. Богучанах установился земледельческий, скотоводческо-промысловый тип хозяйства. Наиболее распространенными культурами были озимая и яровая рожь, пшеница, ячмень и меньше — горох, просо. Население полностью обеспечивало себя хлебными запасами. И к тому же, жители волости в конце XIX века вывозили в города: Канск, Красноярск, Иркутск до 4 тысяч пудов рыбы ценных пород.
- В 1864 году в с. Богучанском была одна улица, 29 дворов с населением 193 человека, церковь, училище, казённый запасный магазин.
- 1897 год с. Богучаны —380 жителей: 182 мужчины, 192 женщины, церковь, школа, общественное питейное заведение
- В 1911 году — три улицы, 58 дворов, 409 жителей, церковь, одноклассная школа, библиотека, участковая лечебница с тремя врачами, почтовое отделение, сберегательная касса, кредитное товарищество, хлебный магазин, казённая винная лавка.
- В 1916 год — 70 дворов с населением. 426 человек. Площадь земельного надела в среднем составляла 239,9 десятин на двор.
- В 1924-25 гг. Богучаны входили в состав Приангарского района Канского уезда, с 25 мая 1925 года. — в Канский округ.
- В 1926 году село Богучаны располагалось на живописном берегу Ангары, начинаясь от ручья Подъемного до здания, находящегося сейчас по адресу ул. Береговая, 8.
- 1930 год—хозяйств 159, жителей 693
- 1959 год—население 3350 человек
- 1969 год—население 5085 человек

## Герб и флаг
Описание:

Герб языком символов и аллегорий отражает исторические, культурные и экономические особенности сельского поселения.
Зеленое поле герба символизирует плодородие, жизнь, здоровье, покрытое таёжными вечнозелёными лесами Нижнее Приангарье.
Изображение лазоревой (синей, голубой) окаймлённой серебром (белым цветом) елеподобной главы аллегорически указывает на главную водную артерию Богучанского сельсовета — реку Ангара.
Елеподобное деление символизирует богатые хвойными породами леса поселения и отражает уникальную окружающую природу. Хвойные, вечнозеленые деревья являются символом крепости, стойкости, вечной жизни.

Серебро — символ мудрости, совершенства, чистоты.
Серебро (белый цвет) также аллегорически указывает и на перспективную отрасль — алюминиевую промышленность.
Соболь символизирует на богатую фауну лесов поселения — кладезь природных сокровищ.
Изображение топора символизирует лесную промышленность, а мотыга — сельское хозяйство поселения.
Золото (жёлтый цвет) — символ величия, богатства и процветания, прочности.

## Население
| 1939 | 1959  | 1970  | 1979  | 1989    | 2002    | 2010    |
| ---- | ----- | ----- | ----- | ------- | ------- | ------- |
| 2333 | ↗3843 | ↗5700 | ↗9906 | ↗14 433 | ↘11 386 | ↘11 232 |

## Экономика
Богучанский район богат большими запасами полезных ископаемых, таких как нефть, газ, уголь, различные металлы и т. п. В районе ведется строительство железной дороги, целлюлозно-бумажного комбината и Богучанского алюминиевого завода. Экономика представлена добычей полезных ископаемых и их разведкой, заготовкой древесины, транспортировкой грузов и сферой разнообразного обслуживания бизнеса и населения.

## Транспорт
- Аэропорт «Богучаны». Принимаемые воздушные суда: Cessna 208B Grand Caravan, Ан-2, Ан-3, Ан-24, Як-40, Л-410, Ил-14, Ми-2, Ми-6, Ми-8, Ми-26[13]

## Интернет
В селе работают 5 операторов сотовой связи:
- Билайн

- МТС

- Тele2

- Мегафон

- YOTA

## Средства массовой информации
Богучаны, как районный центр представлены СМИ: Печатным и электронным изданием КГБУ Редакция газеты «Ангарская правда»

## Спорт
- футбольный клуб «Ангара» — 10-кратный чемпион Красноярского края. Наряду с назаровской «Викторией» — единственный клуб не из Красноярска, имевший профессиональный статус в Красноярском крае (в 1992 году «Ангара» заняла 12 место в VI зоне второй лиги — прообраза нынешней ПФЛ)[14]
- большое количество спортивных секций (хоккей с мячом, вольная борьба, рукопашный бой, волейбол, баскетбол, лыжи, биатлон и т. п.)
- команды села и района неоднократно становились призёрами краевых и российских чемпионатов. большое количество спортсменов из Богучан выступают на международных соревнованиях
- уроженец Богучан Павел Безруких — известный красноярский волейболист, бывший блокирующий ВК «Енисей»
- уроженец Богучан Павел Травкин — российский бобслеист, участник Олимпийских игр в Пекине (2022)

## Климат
В Богучанах резко континентальный климат.
| Показатель                    | Янв.  | Фев.  | Март  | Апр.  | Май   | Июнь | Июль | Авг. | Сен. | Окт.  | Нояб. | Дек.  | Год   |
| ----------------------------- | ----- | ----- | ----- | ----- | ----- | ---- | ---- | ---- | ---- | ----- | ----- | ----- | ----- |
| Абсолютный максимум, °C       | 4,3   | 7,6   | 18,0  | 31,0  | 34,6  | 37,7 | 37,1 | 35,1 | 30,6 | 23,9  | 9,9   | 5,1   | 37,7  |
| Средний суточный максимум, °C | −17,9 | −12,3 | −1,2  | 7,8   | 15,9  | 24,0 | 26,1 | 22,5 | 13,6 | 4,2   | −7,9  | −16,2 | 4,9   |
| Средняя температура, °C       | −22,5 | −18,6 | −8,5  | 1,4   | 8,7   | 16,8 | 19,2 | 15,9 | 8,2  | 0,3   | −11,5 | −20,4 | −0,9  |
| Средний суточный минимум, °C  | −26,7 | −23,8 | −14,7 | −4    | 2,4   | 10,2 | 13,2 | 10,4 | 4,1  | −2,8  | −14,8 | −24,3 | −5,9  |
| Абсолютный минимум, °C        | −53,5 | −51,7 | −43,9 | −32,8 | −14,7 | −5,3 | 1,8  | −1,9 | −9,4 | −28,3 | −48,7 | −51,4 | −53,5 |
| Среднее число дней с осадками | 23    | 20    | 18    | 18    | 18    | 18   | 15   | 17   | 19   | 24    | 27    | 25    | 243   |
| Норма осадков, мм             | 17    | 14    | 12    | 19    | 31    | 42   | 54   | 48   | 45   | 31    | 27    | 24    | 364   |
| Средняя влажность, %          | 79    | 76    | 70    | 61    | 58    | 63   | 67   | 72   | 74   | 74    | 78    | 79    | 71    |
| Средняя скорость ветра, м/с   | 1,2   | 1,3   | 1,6   | 2,1   | 2,1   | 1,7  | 1,3  | 1,3  | 1,6  | 2,2   | 2,0   | 1,4   | 1,7   |
| Источник:                     |       |       |       |       |       |      |      |      |      |       |       |       |       |